# أوريليا هارود
أوريليا هارود (بالإنجليزية: Aurelia Harwood)‏ هي محافظة على الطبيعة أمريكية، ولدت في 1 سبتمبر 1865 في جينسفيل في الولايات المتحدة، وتوفيت في 1 يونيو 1928 في لوس أنجلوس في الولايات المتحدة.